# Miszlivetz Ferenc
Miszlivetz Ferenc (Budapest, 1954. június 10. –) magyar szociológus, történész, egyetemi tanár, az MTA doktora, a kőszegi Felsőbbfokú Tanulmányok Intézetének alapítója és főigazgatója. Jean Monnet ad personam professzor, a Pannon Egyetem és a Corvinus Egyetem részfoglalkoztatású professzora, a Társadalomtudományi Kutatóközpont Politikatudományi Intézetének tudományos tanácsadója. A KRAFT integrált város és vidéke koncepció kidolgozója. Kutatási területei a demokrácia elmélete és gyakorlata, a civil társadalom, Közép-Európa és Európa-tanulmányok, globalizáció, illetve fenntarthatóság. Számos európai és amerikai egyetemen tartott előadásokat, tanított és kutatott. 2012-ben Deák-ösztöndíjas vendégprofesszorként tanított New Yorkban a Columbia Egyetemen. 2012 óta az UNESCO Magyar Nemzeti Bizottsága Társadalomtudományi Szakbizottságának elnöke, a kőszegi UNESCO Cultural Heritage Management and Sustainability tanszék irányítója.

## Életpályája
1973-ban kezdte meg egyetemi tanulmányait a Marx Károly Közgazdaságtudományi Egyetemen, ahol 1978-ban szerzett diplomát. Emellett 1976 és 1982 között az Eötvös Loránd Tudományegyetem Bölcsészettudományi Kar történelem szakára járt és szerzett tanári oklevelet. 1980-ban a Fejlődés-tanulmányok című sorozat szerkesztője. 1982-ben lett az MTA Szociológiai Kutatóintézetének munkatársa. 1983–1984-ben a Sussex-i Egyetemen ösztöndíjas kutatója, 1989-ben a Mac Arthur Alapítvány ösztöndíjasaként a Berkeley-i Kaliforniai és Harvard Egyetemen kutató. A Szabad Kezdeményezések Hálózata, a TDDSZ és a Kelet-Nyugat Párbeszéd Kör alapító tagja, a Duna-alapítvány kuratóriumának tagja volt.
1990-ben az Európa Kutató Központ egyik megalapítója volt, kutatási programigazgatója. A Berzsenyi Dániel Tanárképző Főiskola szociológia tanszékvezetője, 1996-ban főiskolai tanára. Az MTA Szociológiai Kutatóintézet főmunkatársa. 1991-től 1995-ig a Demokratikus Charta szóvivője. 1993-ban kezdeményezte a Savaria Egyetemi Kiadó, 1994-ben a kőszegi Európa-ház megalapítását, majd 1997-ben részt vett az első hazai Európa-tanulmányok interdiszciplináris egyetemi szak kidolgozásában. Európai Doktori Központot alapított, 1998-ban a főiskolán az Európa-tanulmányi Központ létrehozásának vezetője volt.
Miszlivetz Ferenc 1983 óta több mint 200 előadást tartott magyar, angol és német nyelven a világ 30 országában, többek között az Amerikai Egyesült Államok számos egyetemén (Kaliforniai Egyetem, Berkeley, San Diego, Stanford, Harvard, Columbia Egyetem, Michigan, Ann Harbor, New School for Social Research, Yale, Rutgers, The Brethren Colleges, stb.) Törökországban (Ankara, Isztambul, Izmir), Brazíliában, Argentínában, Mexikóban, Indiában, Thaiföldön, Oroszországban, Németországban, Hollandiában, Norvégiában, Ausztriában, Franciaországban, az Egyesült Királyságban, Olaszországban és a közép-európai régió szinte minden országában. Előadásainak fő témái a civil társadalom kibontakozása Kelet-Közép-Európában az 1980-as években, a demokratizálódás társadalmi és intézményi feltételei, csatlakozás az európai integrációhoz, a határokon átnyúló gazdasági, társadalmi és intézményi kapcsolatok (az 1990-es évektől), a globális válság regionális és helyi hatásai, a bizonytalanság új korszaka és a demokrácia válsága (2008-tól), a kreatív városok és a fenntartható vidék (KRAFT), a regionális fejlesztés új stratégiája (2010-től).
Előadói tevékenysége mindig szorosan kötődött felsőoktatási és kutatói munkájához. A felsőoktatási pályája politikai okokból csak a rendszerváltás után indulhatott el.

## Tudományos fokozatok
- 2005: az MTA doktora, Nemzetközi Kapcsolatok
- 2004: Egyetemi tanári kinevezés
- 2004: Habilitáció, Budapesti Corvinus Egyetem
- 1997: Jean Monnet professzor
- 1994: A szociológiai tudományok kandidátusa, MTA, Budapest
- 1983: Bölcsészdoktori diploma, ELTE, Budapest
- 1982: történelem szakos előadó, ELTE BTK, Budapest
- 1978: politikai gazdaságtan-tervezés szakos tanári diploma, MKKE, Budapest

## Szakmai munkái, tevékenységei
2021 óta: az „Insula Magna” Fenntartható Fejlesztési Program projektvezetője, az Innovációs és Technológiai Minisztérium felkérésére
2015 óta: kőszegi Felsőbbfokú Tanulmányok Intézete főigazgatója
2015: szakmai vezető, A kőszegi innovációs kutatóbázis és tudásközpont fejlesztése a Pannon Egyetem oktatási és kutatási hálózatának keretében, Új-Közép Európa Ösztöndíjprogram, Pannon Egyetem
2014–2015: Szakmai vezető, Új Közép-Európa, Nemzeti Kiválóság Program I.-II., Pannon Egyetem
2014 óta: Egyetemi tanár, Pannon Egyetem, Modern Filológiai és Társadalomtudományi Kar, Kőszeg Campus
2013: Kormányközi bizottsági tag, UNESCO Management of Social Transformation,
2013–2016: Jean Monnet Chair ’ad personam’
2012 óta: Elnök, Magyar Társadalomtudományok UNESCO Bizottság
2012: Deák Vendégprofesszor, Columbia Egyetem, Harriman Intézet, Kelet Európa Központ, Szociológia Tanszék, New York
2010–2012: Kutatóprofesszor, Pázmány Péter Katolikus Egyetem
2010 óta: Koordinátor, Jean Monnet Kiválósági Központ, ISES, Kőszeg
2009–2013: UNESCO Tanszék, Kulturális Örökség Menedzsment és Fenntartható Fejlődés, ISES-Corvinus, Kőszeg
2009–2015: Intézetvezető, Globális Tanulmányok Intézete, BCE-AISES, Kőszeg-Budapest
2008–2017: A Bolognai Egyetem állandó meghívott tanára (MIREES MA program- Kelet-Közép Európai Interdiszciplináris Tanulmányok, Forli)
2005–2006: Kutatóprofesszor, Wissenschaftszentrum für Sozialwissenschaften (WZB) Berlin
2004–2012: Igazgató, Nemzetközi Tanulmányok Intézete, Nyugat-Magyarországi Egyetem, Savaria Egyetemi Központ
2002: Kutatóprofesszor (Civil Society Project, Principal Investigator), Columbia University
2001 óta: Tudományos tanácsadó, Politikatudományi Intézet, Magyar Tudományos Akadémia (később: Eötvös Loránd Kutatási Hálózat, mai nevén: Magyar Kutatási Hálózat)
2001–2003: Bizottsági tag, Social Science Research Council Steering Committee on Global Security and Cooperation
2001 óta: A Társadalomtudományok és Európa-tanulmányok (ISES) igazgatója, az Európa Tanulmányok Központ vezetője
2000: Intézetigazgató, Társadalomtudományok, Nemzetközi és Európa-tanulmányok Intézete, BDF (később: Nyugat-magyarországi Egyetem), Szombathely
2000: Vendégprofesszor, University of Vienna, Institut für Politikwissenschaft
1999–2000: Vendégprofesszor, Babes-Bolyai Egyetem, Szociológiai Intézet, Kolozsvár, Románia
1998: a Berzsenyi Dániel Főiskola Európa Tanulmányi Központ koordinátora
1998–2001: Az Európai Tanulmányi Központ-pályázat: a Berzsenyi Dániel Tanárképző Főiskola, az MTA Szociológiai Intézete közösen az Európai Tanulmányi Központok pályázatának egyik nyertese. A pályázat 3 éves támogatást biztosít az Európai Unióval és az integrációval kapcsolatos új oktatási, kutatási és intézményépítési feladatokra. A nyertes pályázat biztosítja az MTA Szociológiai Intézetének részvételét a program megvalósításában.
1997: az Európa-tanulmányok egyetemi szak kidolgozója, 1999 szakgazdája a Berzsenyi Dániel Tanárképző Főiskolán
1997–2000: Akadémiai igazgatóhelyettes, Európai Béke Egyetem, Stadtschlaining, Ausztria
1997–2001: Jean Monnet Chair, Európa-tanulmányok
1997: A Phare Crossborder Cooperation pályázat igazgatója. A támogatás az ISES és az Európai Dokumentációs Központ kialakítására, felszerelésére, valamint oktatási és kutatási programjaira fordítható. Az ISES programjának kidolgozásában és kivitelezésében az MTA Szociológiai Intézete és Világgazdasági Intézete is részt vállal.
1997: European Union Visiting Program (Brüsszel, London, Berlin, Bonn)
1997: Európai Dokumentációs Központ megalapítás, Szombathely
1996–2001: Szenior kutató és igazgatósági tag, Szociológiai Intézet, Magyar Tudományos Akadémia, Budapest
1996 óta: Igazgató, Savaria Nemzetközi Nyári Egyetem, Kőszeg
1996: Az ELTE BTK kari tanácsának döntése értelmében ELTE Politikaelméleti Tanszékével közös egyetemi szak indul a Szombathelyi Berzsenyi Dániel Tanárképző Főiskolán
1996: Kezdeményezi az ISES (Institute for Social and European Studies) megalakítását Szombathelyen
1996: Az Európa-tanulmányok kidolgozására és bevezetésére elnyert TEMPUS pályázat igazgatója (Partner intézmények: Sussexi Egyetem, Európai Béke Egyetem (Ausztria), Közép-Európa Egyetem, ELTE ÁJK, MTA társadalomtudományi intézetek)
1996–1998: North-South Institute (Ottawa, Kanada) NGO-k és civil társadalom című kutatási és publikációs projektben tudományos tanácsadóként és társszerzőként vesz részt.
1996–1997: Jean Monnet „állandó kurzus”, Európa-tanulmányok, Socail Movements and Civil Society in Europe címmel
1996: főiskolai tanár
1995: a Szombathelyi Tudományos Társaság tagja
1994 óta: 1995 Kétszer egymás után Hannah Arendt-díjra jelölik a szombathelyi Európa-tanulmányok programot
1994: a stadschlainingi European Peace University állandó előadója
1993: Pusztay Jánossal közösen kezdeményezi a Savaria University Press létrehozását
1992–2000: Tanszékvezető, Szociológia és Politikatudományi Tanszék, Berzsenyi Dániel Tanárképző Főiskola, Szombathely
1992–1993: McArthur ösztöndíj, „Individual Research and Writing Grant”
1992: Vendégprofesszor, Európai Béke Egyetem, Stadtschlaining
1992: Vendégprofesszor, ELTE Szociológia Intézet
1992: Vendégprofesszor, Politikatudományi Tanszék, Salzburgi Egyetem
1991–1998: a European Peace University tudományos tanácsának tagja, Stadtschlaining
1991: az európai Kutató Központ egyik megalapítója, kutatási programigazgató
1990: Kutatói ösztöndíj, European University Institute, Firenze
1989–1991: SSRC-MacArthur Alapítvány ösztöndíj, Global Peace and Cooperation Program, Harvard Egyetem, Berkeley Egyetem, Kalifornia, USA, a firenzei Európa Egyetem Intézet. Kutatási téma: A társadalmi mozgalmak hatása a jaltai rendszerre, a kelet-nyugat kapcsolatokra, különös tekintettel a német kérdésre.
1989: Előadásokat tart amerikai egyetemeken: Amherst College, Ann Arbor, Chicago University, Columbia University, UC Berkeley, UC San Diego, San Francisco University, Stanford University, Yale University stb.
1983–1984: Leverhume-ösztöndíj, University of Sussex, Brighton, Institute for Development Studies (IDS). Kutatási téma: kelet-nyugat kapcsolatok, a militarizmus és a nacionalizmus összefüggései, új társadalmi mozgalmak

## Szakértői tevékenység
1990–1993 között meghívott szakértőként részt vett az Európai Parlament és az Európai Tanács emberi jogi és kisebbségi kérdésekkel foglalkozó munkabizottságainak munkájában. 1990–1992 között szakértőként részt vett Stuart Holland The European Imperative: Economic and Social Cohesion in the 1990s című projektjében. 1993–1996 között a Mónus Illés Akadémia a Demokratikus Társadalomért igazgatója volt, majd 1996-tól 1998-ig a kanadai North-South Institute Civil Society and the Aid Industry megnevezésű nemzetközi kutatási projektjében tanácsadó. 1996 óta a British Council által szervezett nemzetközi konferencia-sorozat előadója és tanulmányírója. Ugyanezzel az évvel kezdődőleg az évente megrendezésre kerülő kőszegi Savaria Nemzetközi Nyári Egyetem igazgatója és kezdeményezője.
2000 óta a „Preparity” – Structural Policy and Regional Planing Along the External EU Frontier to Central Europe – Preparing for Eastern Enlargement (magyarul: Strukturális politika és regionális tervezés az EU közép-Európával határos régióiban – felkészülés a keleti bővítésre) Interreg IIC nemzetközi kutatási projekt magyarországi szakértői csoportjának vezetője és a brüsszeli Forward Studies Unit és a firenzei Európa Egyetem Intézet Schuman Központja által létrehozott, Jacques Delors vezette Reflexió csoport tagja. Ugyanebben az évben a Globális Biztonság és Együttműködés címet viselő hároméves kutatási program pályázati bíráló bizottságának volt tagja. Szintén az évezred elejétől a Global Civil Society Almanach tudományos tanácsadó testületének tagja. 2002-ben az egyik fő szervezője volt az Európai Unióhoz kötődő regionális kutatások bemutatásának az MTA IX. Főosztálya segítségével. Ezek mellett előadásokat tartott az ottawai Carleton University Európa-tanulmányok Intézetében, valamint a vancouveri British Columbia University Európa-tanulmányok Intézetében. 2005-ben az európai ügyek minisztere tudományos tanácsadó testületének tagja volt.

## Válogatott bibliográfia

### Önálló művek
2023
- Maradok civil. Esszék és beszélgetések, 1987–2023; Gondolat, Bp., 2023

2016
- Az aranykor káprázata és a 20. század árnyai. Perspektívák tágulása és szűkülése az Osztrák – Magyar Monarchiában. (Ford. Agárdi Izabella.) Kőszeg : Felsőbbfokú Tanulmányok Intézete, 2016.

2010
- A világrendszer ingája és a Jövőegyetem. Beszélgetések Immanuel Wallersteinnel. Szombathely : Savaria University Press, 2010.

2007
- Mi lett veled, Magyarország? Szombathely – Kőszeg : Társadalomtudományok és Európa Tanulmányok Intézete, 2007. (ISES füzetek; 4.)

2005
- Új szuverén születik. Az európai konstrukció. Régiók, határok, közterek és civil társadalom az átalakuló Európai Unióban. Szombathely : Savaria University Press, 2005.

2001
- Közép-Európa a kapuk előtt. Szombathely : Savaria University Press, 2001.

1999
- Illusions and realities. The metamorphosis of civil society in a new European space. Szombathely : Savaria University Press, 1999. XVIII.

1995
- Vadkelet-party. Szombathely : Savaria University Press, 1995. XI (Átiratok; 9.)

1994
- A lehetséges határainak újrafogalmazása. Nacionalizmus és civil társadalom Kelet-Közép-Európában 1989 előtt és után. Budapest – Szombathely : Pesti Szalon – Savaria University Press, 1993. (Átiratok; 2.)

1989
- Békák a szárazon. Budapest : Múzsák, 1989. 224 p. (Mozgó világ.)

### Társszerzővel
2018
- The empire of a golden age. Messages from a creative era. (Társszerző: Agárdi Izabella). Kőszeg : Felsőbbfokú Tanulmányok Intézete, 2018.
- At the intersections of networks. Societal challenges of the fourth industrial revolution. (Társszerző: Abonyi János). Kőszeg : Felsőbbfokú Tanulmányok Intézete, 2018.

2016
- Hálózatok metszéspontjain. A negyedik ipari forradalom társadalmi kihívásai. (Társszerző: Abonyi János). Kőszeg – Szombathely : Savaria University Press – Felsőbbfokú Tanulmányok Intézete, 2016. (IASK monográfiák sorozat.)

2015
- Creative cities and sustainability (Társszerző: az ISES kutatói). Szombathely : Savaria University Press, 2015. (ISES book series.)

2012
- Kreatív városok és fenntarthatóság. Javaslatok a Duna-stratégia megvalósítására Nyugat-Pannonia példáján. (Társszerzők: ISES kutatócsoportja). Kőszeg – Szombathely : Savaria University Press, 2012.

2010
- A magyar munkakultúra állapota és alakításának lehetőségei globális környezetben. Kutatási jelentés. (Társszerzők: ISES kutatócsoportja). Szombathely : Savaria University Press, 2009.

2005
- The languages of civil society. Europe and beyond. CiSoNet perspectives. (Társszerző: Jensen, Jody). Budapest – Berlin : Hungarian Academy of Sciences – Wissenschaftszentrum Berlin für Sozialforschung, 2005.

### Cikkek, tanulmányok
2020
- 1989–2019: Thirty years after: Re- enchanting Europe? Journal of Global Policy and Governance, 2020. 9(1). 19–35. o.[1]
- Wake-up call: Questions during the time of Covid-19 coronavirus. Diplomacy and Trade: Hungary’s International Monthly, 2020. március. 30. o.[2]

2019
- European (inter)cultural heritage in the age of fluid identities. European, national, local cultural heritage and identity. (Szerk. Újvári Edit). Szeged : Szegedi Egyetemi Kiadó, Juhász Gyula Felsőoktatási Kiadó, 2019. 43–55. o.
- A demokrácia és a civil társadalom átalakulása a globális térben. Civil Szemle, 2019. 3. sz. 157–176. o.[3]
- Mérlegen az elmúlt évtized. Posztliberális civil demokrácia felé? Civil Szemle, 2019. 3. sz. 155–157. o.[4]
- 1989–2019: Lehetséges-e 30 év után a civil társadalom és a demokrácia európai újravarázsolása? Civil Szemle, 2019. 4. sz. 5–23. o.[5]

2018
- Civil társadalom és demokratizálódás a poszt-jaltai korszakban. (Részlet). Rendszerváltás. (Szerk. Mink András.) Budapest : Osiris Kiadó, 2018. 646–647. o.
- Válság és demokrácia. Rendszerváltás. (Szerk. Mink András.) Budapest : Osiris Kiadó, 2018. 656–658. o.
- Derült égből fekete hattyúk. Jó hír Hankiss Elemérnek. In memoriam Hankiss Elemér. (Szerk. Bokányi Péter.) Szombathely – Kőszeg : Savaria University Press – Felsőbbfokú Tanulmányok Intézete, 2018.. 53–54. o.
- European (inter)cutural heritage in the age of fluid identities. Interpret Europe Conference 2018. Proceedings. (Ed. Banks, Marie). Witzenhausen : Interpret Europe, 2018. 33–40. o.
- Bevezető [a Tudományon innen és túl. A Hankiss-örökség. c. tematikus számhoz.] Magyar Tudomány, 2018. 10. sz. 1434–1445. o.[6][7]
- A kérdező ember. Hankiss Elemér emlékkönyv. (Szerk. Takács M. József). Budapest : Helikon Kiadó, 2018. 388–418. o.

2017
- The long term message of the 56’ revolution. A Cry for Freedom: Reflections on the 1956 Hungarian revolution at the UN and beyond. (Ed. Bogyay, Katalin). New York : Permanent Mission of Hungary to the United States, 2017. 76–81. o.

2016
- Az aranykor káprázata és a 20. század árnyai. Perspektívák tágulása és szűkülése az Osztrák-Magyar Monarchiában. Az első aranykor. Az Osztrák – Magyar Monarchia festészete és a Műcsarnok. Műcsarnok : Budapest, 2016. 210–229. o.

2015
- A rendszerváltozás illékony pillanata. Somogy. Irodalom, művészet, kultúra, 2015. 4. sz. 93–96. o.

2014
- Talk of ever-closer union opens a Pandora’s box. Europe’s World, 2014. február. 1. o.

2013
- Európa halmozódó válságai. Köz-Gazdaság. Tudományos füzetek, 2013. 1. sz. 87–97. o.[8]
- A centrista liberalizmus győzelme és az Európa-központúság geokultúrája. Educatio, 2013. 1. sz. 117–120. o.[9]
- The future of Europe: or how to burst the bubbles around our heads? OpenDemocracy, 2013. március 22.[10]

2012
- The multiple crises of Europe. A Value-Driven Europe. (szerk. Léonce Bekemans).  Brussels – New York – Oxford : Peter Lang, 2012. 181–195. o.
- Lost in Transformation. The Crisis of Democracy and Civil Society. Global civil society 2012. Ten years of critical reflection. (szerk. Selchow, Sabine; Kaldor, Mary; Moore, Henrietta L.). New York : Palgrave-Macmillan, 2012. 54–70. o.

2011
- Free fall and free will. Social sciences facing new challenges. Társadalomkutatás, 2011. 2. sz. 237–246. o. [online kiadás][11]
- Lessons of 1989 for European democracies today. Outlines of a new paradigm. Democracy and Theory in Action. (szerk. Hermann, Peter). New York : Nova Science Publishers, 2011. 251–263. o.
  - További megjelenések: European Democracy and Cosmopolitan Democracy. The Ventotene Papers. (szerk. Archibugi, Daniele, Montani, Guido). Ventotene : The Altiero Spinelli Institute for Federalist Studies, 2011. 187–203. o.[12]

2010
- The spirit of freedom and hope. The meaning and message of the ’56 revolution. European Memory. A Blessing or a Curse? (szerk. Donskis, Leonidas; Dabašinskienė, Ineta). Ravenna : Longo, 2010. 107–118. o. (Europe and the Balkans international network; 32.)
- „We are in a situation of relative free will”. An interview with Immanuel Wallerstein. Society and Economy, 2010. No. 1. 137–148. o.
- 1989 újraértelmezése. Magyar Tudomány, 2010. 10. sz. 1215–1226. o.[13]

2009
- Besavanyodott modernizáció. Válság világrendszer-szemléletben. Budapest – Szombathely : Magyar Tudományos Akadémia – Savaria University Press, 2009. 9–18. o.
- The tunnel at the end of the light: the crisis of transition in Hungary. Transition Studies Review, 2009. 15(4). 623–635. o.[14]

2008
- Understanding civil society Before and after 1989. Recerca. Revista de pensament i analisi, 2008. No. 8. 91–112. o. (Ejemplar dedicado a: Societat civil. Una perspectiva crítica.)[15]
- The crisis of European construction and the need for a European civil society. Tanulmányok Palánkai Tibor akadémikus 70. születésnapja tiszteletére. (Szerk. Blahó András.) Budapest : Corvinus Egyetem Világgazdasági Tanszék, 2008. 171–186. o.

2007
- The crisis of European constitution and the search for a European civil society. From Transition to Globalization. New Challenges for Politics the Media and Society. (Szerk. Bayer József; Jensen, Jody). Budapest : MTA Politikai Tudományok Intézete, 2007. 206–224. o.
- Hungary looks to its 2010–11 EU presidency to cure a deepseated political malaise. Europe’s World. The only Europe-wide policy journal, 2007. No. 7. 184–185. o.

2006
- The future of democracy and civil society in Europe. Central European Political Science Review. Quarterly of Central European Policital Science Alliance, 2006. 7(23–24.) 52–63. o.

2005
- Közép-Európa a kapuk előtt. (Részlet.) Közép-Európai olvasókönyv. (Szerk. Módos Péter, Tischler János). Budapest : Osiris – Európai Kulturális Intézet, 2005. 274–287. o.
- Why should we reinvent Central Europe? Central European Political Science Review. Quarterly of Central European Policital Science Alliance, 2005. 6(21–22). 8–14. o.[16]

2003
- The birth of a new sovereign. Society and Economy, 2003. 25(3). 283–303. o.[17]
- Európa jövője, demokrácia, civil társadalom, bővítés. Trendváltozások. Tanulmányok. (Szerk. Bayer József, Kiss Balázs). Budapest : MTA PTI, 2003. 37–61. o. (Mátraházi előadások; 3.)
- Az európai konstrukció. Politikatudományi Szemle, 2003. 1. sz. 19–59. o.
- A Konvent és az európai civil szervezetek? Elmaradottság – fejlődés – átalakulás. Tanulmányok Szentes Tamás akadémikus 70. születésnapja tiszteletére. (Szerk. Blahó András). Budapest : BKÁE Világgazdasági Tanszék, 2003. 260–276. o.

2002
- The future of Europe. Democracy, civil society and enlargement. Szombathely : Institute for Social and European Studies, 2002. 28 fol. (ISES discussion papers; 11.)
- Kétszer két város meséje, avagy a sikertelenség politikai gazdaságtana. Vasi Szemle, 2002. 3. sz. 317–322. o.[18]
- A magyar csatlakozás helyzete és Magyarország integrációjának körülményei; Magyarország regionális szerepe, céljai törekvései és lehetőségei. Parlamenti Európa-füzetek 1. Budapest : Magyar Országgyűlés, 2002. 38., 70–72. o.

2001
- Civil society und Europäische Burgerschaft in neuen Europa. Polis Pannonia. Almanach 2000. Eisenstadt : Europahaus Burgenland, 2001. 61–69. o.
- The Haydn-Liszt quartet. New institutions, social actors and networking in the West-Pannon-region. Central European political science review, 2001. 2(5). 55–76. o.
  - További megjelenés: The New Europe is Inventing itself in its Margins? Cross-border and Transnational Co-operation. (szerk. Jouen, Marjoire). Paris : Notre Europe Groupment D’etudes de Recherches, 2001. 61–74. o.; Haydn-Liszt vonósnégyes. Új intézmények, társadalmi szereplők és hálózatépítés a Nyugat-Pannon Eurégióban.; Az új Európa a széleken találja ki önmagát? Határokat átszelő együttműködés Európa öt régiójában (Társszerkesztő: Jouen, Marjorie). Szombathely : Savaria University Press, 2002. 97–112. o.

2000
- Hol a határ? Régi problémák, új kihívások. Budapest – Szombathely – Kőszeg : ISES, 2000. 40 o. (ISES Műhelytanulmányok; 6.)
- Közép-Európa a kapuk előtt. Budapest – Szombathely – Kőszeg : ISES Alapítvány, 2000. 94 o. (ISES Műhelytanulmányok; 2.)
- Remények, célok, realitások 1989 előtt és után. Kritika. Társadalomelméleti és kulturális lap, 2000. 2. sz. 8–11. o.
- Turkey and EU. New perspectives on human rights: Justice and home affairs. London : British Council Working Papers, 2000. November.
- Die zerbrochenen Gutesiegel. Gegenworte, Branderburgische Akademie für Wissenschaften, 2000. No. 5. (Frühlung). 44–48. o.

1999
- Identitás és védelem. Az európai biztonságpolitika változásai közép-európai szemmel. Európai Utas, 1999. 2. sz. 27–30. o.
  - További megjelenés: Identity and defence. After Kosovo. (szerk. Pogátsa, Zoltán). Budapest – Szombathely – Kőszeg : ISES, 1999. 23–33. o. (Discussion papers ISES.)

1997
- Participation and transition. Can the civil society project survive in Hungary? The Journal of Communist Politics and Transition Politics, 1997. 13(1). 27–40. o.

1996
- Redefining (European) security. The Brown Journal of World Affairs, 1997. 4(1). 205–215. o.[19]
- Inventing Central Europe. Transborder Cooperation between Western Hungary and Eastern Austria. Studies in European Transition. Discussion Papers. (Szerk. Jensen, Jody). Budapest – Kőszeg – Szombathely: ISES, 1996. 3–6. o. (ISES Discussion papers series. Studies in European transition; 1.)

1995
- A civil társadalom tervétől az etnopolitikáig. Egy univerzális értelmiségi. Vitányi Ivánnak születésnapjára. (Szerk. B. Vörös Gizella.) Budapest : Magyar Tudományos Akadémia, Szociológiai Intézet, 1995. 270–276. o.

1994
- Demokratisierungsdilemma in Osteuropa. Europa, Zukunft eines Kontinents. Friedenspolitik oder Rückfall in die Barbarei? (Hg. Pieber, Margit). Munster : Agenda Verlag, 1994. o. 128–132.

1993
- Die Radikalisierung den Rechten in Ungarn. Neue Gesellschaft/Frankfurter Hefte, 1993. 40(1). 33–38. o.

1992
- Eastern Europe in revolution. Contemporary Sociology. A Journal of Reviews, 1992. 22(1). 41–43. o.
- Der Nationalstaat in Ost-Mittel-Europa. Angehaufte Wunden, sich wiederholende Mißerfolge. Dialog. Beitrage zur Friedensforschung, 1992. 22(1–2). 139–150. o.

1991
- The injuries of Eastern Europe: Is the Auto-therapy of Civil Society Possible? Slovo. Russian, Eastern European, and Central Asian affairs, 1991. 4(1). (június). 26–34. o.
- Mitteleuropa – Der Weg nach Europa. Die Neue Gesellschaft/Frankfurter Hefte, 1991. 38(11). 970–983. o.
- The strange death of liberalism. A conversation with Immanuel Wallerstein. In: The New Hungarian Quarterly, 1991. 124. sz. pp. 115–124.
- The unfinished revolutions of 1989. The decline of the nation state? Social Research, 1991. 58(4). (Nationalism in Central and Eastern Europe.) pp. 781–804.
  - További megjelenés: Die unvollendeten Revolutionen von 1989 und der Untergang des Nationalstaates. Kommune, 1991 9(9). 33–38., 47. o.

1990
- Civil society in Eastern Europe? The case of Hungary. World Futures. The Journal of New Paradigm Research, 1990. 29(1–2). 81–94. o.
- Redefining the boundaries of the possible. New perspectives on European unification. World Futures. The Journal of New Paradigm Research, 1990. 29(1–2). 3–17. o.
  - További megjelenések: Redefining the boundaries of the possible. European integration from Eastern and Western perspectives. The New Europe Asserts Itself. A changing role in international relations. (szerk. Crawford, Beverly; Schulze, Peter W.). Berkeley : Institute for International and Area Studies, University of California at Berkeley, 1990. 84–104. o. (Research series; 77.)

1989
- „Dialogue” and what is behind it. Across Frontiers, 1989. Summer. 30–33. o.
- Emerging grassroots movements in Eastern Europe. Toward a civil society? State and Civil Society. Relationships in Flux. (szerk. Gáthy, Vera). Budapest : Venture Publishers, 1989. 99–111. o.
- Europe: Redefining the possible. Peace Review. A Journal of Social Justice, 1989. 1(4). 4–7. o.
- Towards the first person, singular. Across Frontiers, 1989. Winter–Spring.

1988
- The sociology of militarism, structural violence and peace. The state of the art. Almanach of the Institute of Sociology of the Hungarian Academy of Sciences. (szerk. Gergely, Attila). Budapest : Institute of Sociology, 1988–1990. 105–115. o.

1987
- Interdependent Europe. The possibilities of integration. Ideas and Production. A journal in the history of ideas, 1987. No. 6. o.
- An essay on nationalism. In: Economy and society in Hungary. (szerk. Andorka, Rudolf; Bertalan, László). Budapest : Marx Univ. of Economic Sciences, 1986 [!1987]. 313–331. o. (Hungarian sociological studies; 3.)

1985
- The hidden agendas of common security. IDS (Institute of Development Studies) Bulletin, 1985. 16(4). 35–38. o.

1983
- Paul Levi. Kiútkeresés a német munkásmozgalomban, 1918–1921. Medvetánc, 1983. 2–3 sz. 113–144. o.

1980
- The class concept of Immanuel Wallerstein. (Underdevelopment and modernization working papers). Budapest : Inst. of Sociology Hung. Acad. of Sciences, 1980. 29. o.

Társszerzővel
2019
- European values, culture and identity considered. (Társszerző Jody Jensen). Identities, Cultural Heritage and Tourism as Important Elements of the Contemporary Everyday Life and Global Processes Figures. Conference Proceedings. [7th International Conference Ohrid – Vodici 2019 by Euro-Balkan University Skopje.] (szerk. Zemon, Rubin). Struga, 2019. 77–88. o.

2017
- Az Aranykor birodalma. Egy kreatív korszak üzenetei. (Társszerző Agárdi Izabella). Az Osztrák-Magyar Monarchia, mint művészeti színtér. I. Az Aranykor társadalma és a művészetek. (Szerk. Sármány-Parsons Ilona, Szegő György). Budapest: Műcsarnok, 2017. 127–165. o.

2015
- The KRAFT-index. (Társszerző: Márkus, Eszter). Creative Cities and Sustainability. [Szombathely] : Savaria University Press, 2015. 85–124. o. (ISES-sorozat.)
- The Fuji Declaration in Action. Politics. Global Transformation, Fundamental Political and Social Change, Constructive Political Innovation and Responsible Social Sciences. A study on practical steps toward creating a new civilization. (Társszerző: Jensen, Jody). 2015. 30. o.[20]

2014
- Governance and civic participation at the peripheries of Europe. (Társszerző: Jensen, Jody). The Anna Lindh Report 2014: Intercultural Trends and Social Change in the EuroMediterranean Region. (Ed. Insalaco, Eleonora; Raduchowska, Paulina). Alexandria : Anna Lindh Foundation, 2014. 45–49. o.

2013
- Challenges to democracy at the national, EU and global levels: A Cosmopolitan way forward? (Társszerző: Jensen, Jody). Politico, 2013. No. 3. 49–6. o[21]
  - További megjelenések: International Relations Quarterly, 2013. No. 2. (Summer) 1–11. o.
- The Global crisis and the crisis of democracy. A Cosmopolitan Way Forward? (Társszerző: Jensen, Jody). Research in World Economy, 2013. 4(1). 60–69. o.
- A Kraft-index. Kreatív városok – fenntartható vidék. (Társszerző: Márkus Eszter.) Vezetéstudomány, 2013. 9. sz. 2–22. o.[22]

2012
- A Kraft-index. (Társszerző: Márkus, Eszter). Kreatív városok és fenntarthatóság.
- Javaslatok a Duna-stratégia megvalósítására Nyugat-Pannonia példáján. (Társszerző: az ISES kutatócsoportja.)  Kőszeg – Szombathely: Savaria University Press, 2012. 9–78. o.

2010
- Reinventing Hungarian work culture in a global context. (Társszerző: Jensen, Jody). Society and Economy, 2010. 32(2). 229–253. o.

2006
- The second renaissance of civil society in East Central Europe – and in the European Union. (Társszerző: Jody Jensen). The Languages of Civil Society. (Ed. Wagner, Peter). New York – Oxford : Berghahn Books, 2006. 131–158. o. (European civil society; 1.)

2005
- A civil társadalom változó nyelvezete és táguló horizontja. (Társszerző: Jensen, Jody). Információs társadalom, 2005. 1. sz. 6–22. o.[23]
- Globális civil társadalom. A másképpen gondolkodás diskurzusától a világbanki zsargonig. (Társszerző: Jensen, Jody). Civil Szemle, 2005. 4. (5.) sz. 5–24. o.[24]
- Globális civil társadalom felé – avagy lehetséges-e új partnerség az állam, a piac és a társadalmi szereplők között? (Társszerző: Jensen, Jody). In: Fejlődés, versenyképesség, globalizáció. 1. köt. Budapest : Akadémiai Kiadó, 2005. 363–411. o.

1998
- An emerging paradox – Civil society from above? (Társszerző: Jensen, Jody). Participation and Democracy East and West. Comparisons and interpretations. (Ed. Rueschemeyer, Dietrich; Rueschemeyer, Marilyn; Wittrock, Björn). Armonk, N.Y. : M.E. Sharp, 1998. 83–98. o.
- Hungary: Civil society in the post-socialist world. (Társszerző Katalin Ertsey, Katalin). Civil Society and the Aid Indrustry. The Politics and Promise. (Ed. Rooy, Alison van). 1. sz. London : Earthscan Pub. 1998. 71–103. o.
  - További megjelenések: New York : Routledge, 2014.; E-book. London : Routledge, 2020.

1986
- Civilizational crisis. (Társszerző: Kaldor, Mary). In: IDS (Institute of Development Studies) Bulletin, 1985. 16(1). 56–61. o.
  - További megjelenések: Der Aufstieg des neuen Nationalismus. Das lange leben eines verfehlten Paradigmas. In: Kommune, 1986. 4(11). 44–50. o.

Szerkesztett művek
2020
- Képes könyv. Kőszeg KRAFT; szerk. Miszlivetz Ferenc, Takács Laura; Felsőbbfokú Tanulmányok Intézete, Kőszeg, 2020

2018
- Hankiss 8van?: Találjuk ki…! Tanulmányok Hankiss Elemér tiszteletére. 2. jav. kiad. Szombathely  Kőszeg : Savaria University Press – Felsőbbfokú Tanulmányok Intézete, 2018. 308 o.

2016
- Kisvárosok reneszánsza. A kőszegi példa. KRAFT II. Szombathely – Kőszeg : Savaria University Press – Felsőbbfokú Tanulmányok Intézete, 2016. 462 o.

2009
- Eredeti válságfelhalmozás. Összeomlás vagy átalakulás? Budapest – Szombathely : Magyar Tudományos Akadémia – Savaria University Press, 2009. 301 o. (Új reformkor sorozat.)
- Válság világrendszer-szemléletben. Budapest – Szombathely : Magyar Tudományos Akadémia – Savaria University Press, 2009. 377. o.

2008
- Hankiss 8van? Találjuk ki...! Tanulmányok Hankiss Elemér tiszteletére. Budapest – Szombathely : MTA PTI – Savaria Univ. Press, 2008. 335. o.

1998
- Borsody István: Az új Közép- Európa. Szombathely : Savaria University Press, 1998. 302 o.
- Közép-európai változások. Társadalmi folyamatok és stratégiák. Budapest –Szombathely: Savaria University Press –Magyar Tudományos Akadémia Szociológia Intézet, 1998. 282 o.

### Társszerkesztővel
2024
- Fordított napló. Titkosszolgák, civil mozgalom, magántörténelem. Források és visszaemlékezések, 1981–1991; szerk. Stefánich Éva, vál. Miszlivetz Ferenc; iASK–ÁBTL–Kronosz, Kőszeg–Budapest–Pécs, 2024

2020
- Képes könyv. Kőszeg KRAFT. (Társszerkesztő: Takács Laura). Kőszeg : Felsőbbfokú Tanulmányok Intézete, 2020. 173 o.
- Navigating troubled waters. Dedicated to George Schöpflin on his 80th birthday (Társszerkesztő: Pók Attila). Kőszeg : Felsőbbfokú Tanulmányok Intézete, 2020. 336 o.

2015
- Reframing Europe’ s future. Challenges and failures of the European construction (Társszerkesztő: Jensen, Jody). New York : Routledge, 2015. 268 o.

2013
- Global challenges – European and local answers. The rise of glocality in Europe. (Társszerkesztő: Jensen, Jody). Szombathely : Savaria University Press, 2013. 248 o.

2002
- Az új Európa a széleken találja ki önmagát? Határokat átszelő együttműködés Európa öt régiójában (Társszerkesztő: Jouen, Marjorie). Szombathely : Savaria University Press, 2002. 130 o.
- Az új Európára készülve. Interreg IIC „preparity”. Strukturális politika és regionális tervezés az Európai Unió külső határvidékein. Kutatási jelentés. (Társszerkesztő: Jensen, Jody). Szombathely : Savaria University Press, 2002. 213 o.

1995
- Paradoxes and perspectives. (Társszerkesztő: Jensen, Jody). Szombathely: Savaria University Press, 1995. XII, 346 o. (Studies on European transition)

1985
- Zsidókérdés Kelet- és Közép-Európában. (Társszerkesztő: Simon Róbert). Budapest : ELTE ÁJTK, 1985. VII, 525 o. (Fejlődés-tanulmányok. Regionális sorozat)

## Díjai, elismerései
| Szalagsáv | Típus                                                      | Év          | Megjegyzések |
| --------- | ---------------------------------------------------------- | ----------- | --- |
|           | Magyar Érdemrend Tisztikeresztje                           | 2021        | Több évtizedes, kimagasló színvonalú tudományos kutatói és oktatói pályája, valamint a KRAFT Program kidolgozásában vállalt szerepe elismeréseként. |
| -         | Pungor Ernő Díj                                            | 2020        | forrás |
| -         | Kőszeg városáért Díj “Ad Memoriam Obsidionis Kőszegiensis” | 2017        | A KRAFT – Kreatív város fenntartható vidék projekt okán.                                                                                            |
| -         | Dr. István Lajos Innovációs Díj                            | 2015        | Több évtizedes munkássága elismerésekén. |
| -         | Pro-integratione Díj                                       | 2011        | forrás |
| -         | Vas megyei Jubileumi Príma Díj                             | 2009        | Oktatói, kutatói, intézetigazgatói és tudományszervezési tevékenységéért                                                                            |
|           | Magyar Köztársaság Lovagkeresztje                          | 2005        | A civil társadalmi szerveződés, az európai integráció tárgykörében végzett tudományos és kutatói munkássága elismeréseként.                         |
| -         | Jean Monnet európai Kíválósági Központ                     | 2001        | ISES, Szombathely |
| -         | Jean Monnet Chair                                          | 1997        | Európa-tanulmányok |
| -         | MacArthur ösztöndíj                                        | 1992 – 1993 | |
| -         | MacArthur Alapítványi ösztöndíj                            | 1989–1991   | University of California, Berkeley, Stanford, Harvard, European University Institute, Firenze, Italy                                                |
| -         | Leverhume Trust Fiatal Kutatói Ösztöndíj                   | 1983–1984   | Fejlődési Tanulmányok Intézete, University of Sussex, Brighton, Egyesült Királyság                                                                  |